# Austin K2
La Austin K2/Y era una ambulanza prodotta dalla Austin Motor Company per le forze armate britanniche e utilizzata durante la seconda guerra mondiale e, per quanto riguarda le forze armate britanniche, anche durante la guerra di Corea. L'allestimento come veicolo sanitario era realizzato dalla Mann Ergenton.

## Descrizione
Il veicolo era realizzato utilizzando come base il camion leggero Austin K30 dal quale differiva, oltre che per la parte posteriore, anche per la sostituzione delle portiere della cabina in metallo con delle portiere in tela. La K2/Y poteva trasportare dieci feriti seduti o quattro feriti in barella. La carrozzeria dell'ambulanza, conosciuta come No. 2 Mk.I/L, era stata sviluppata dal Royal Army Medical Corps e veniva costruita dalla carrozzeria Mann Egertor. Le dimensioni interne erano, approssimativamente, le seguenti: lunghezza 2,6 m - larghezza 2 m - altezza 1,7 m. La parte posteriore del veicolo aveva due grandi portelloni per l'accesso. I feriti potevano anche essere raggiunti per mezzo di una piccola porta interna dotata di un seggiolino. L'esterno era formato principalmente da tela dipinta.
Ne sono state costruite 13.102 esemplari, quasi ininterrottamente dal 1940 alla fine del conflitto, presso lo stabilimento di Longbridge. Oggi si stima che siano rimaste poco più di 50 esemplari. Il cambio della K2/Y era una trasmissione che andava capita in quanto aveva le marce molto spaziate ma una volta che ci si era abituati svolgeva un ottimo servizio. Sul veicolo erano montati due serbatoi, uno per lato, da circa 54,4 l (12 galloni imperiali). La velocità massima era di 80 km/h (50 miglia orarie).

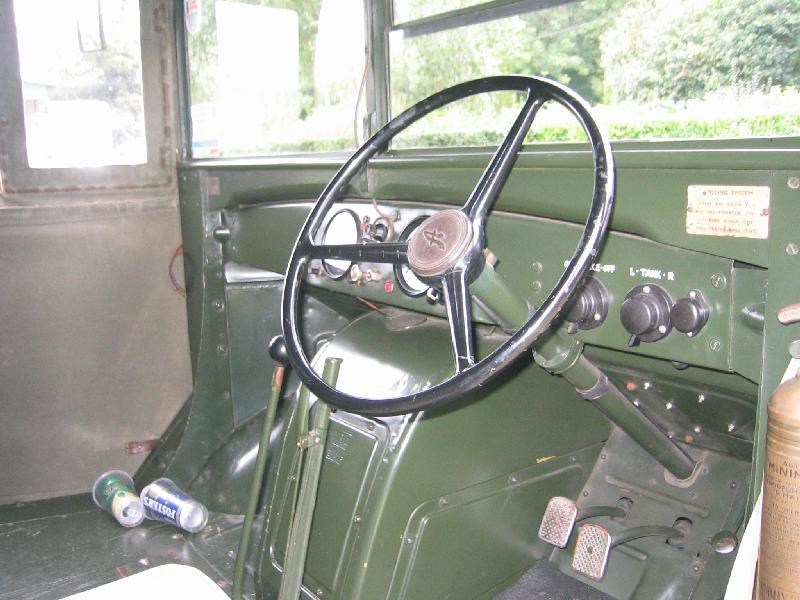
L'interno della cabina

Due erano le versioni dell'ambulanza. Le prime versioni avevano due ventilatori rotanti di forma rotonda sul tetto e una ruota di scorta che formava una grande protuberanza dietro il posto di guida. Le versioni successive avevano due prese d'aria di forma quadrata e una ruota di scorta coperta con una protuberanza più piccola e arrotondata. Inoltre la ruota era stata spostata più all'interno della carrozzeria in modo da risolvere il problema del guidatore che colpiva la copertura e la ruota quando incrociava altri veicoli. Per questo lo spazio ricavato all'interno della porta venne ingrandito.
Il design di questa ambulanza era popolare sia tra le truppe britanniche che del Commonwealth ed anche tra le truppe statunitensi che ricevettero questo veicolo in un caso di legge Affitti e Prestiti al contrario. Il veicolo venne soprannominato affettuosamente Katy dalle truppe britanniche e statunitensi di stanza in Germania negli anni '50.

## Altre ambulanze
Oltre alla K2/Y vennero prodotte anche altre due modelli di ambulanza basati sul Morris Commercial CS11/30F ed il Bedford ML54. I veicoli si distinguevano per i parafanghi. L'Austin aveva i parafanghi che terminavano alle porte, nel Morris questi terminavano sotto i gradini mentre nel Bedford terminavano prima delle porte.

## Cultura di massa
Il veicolo ha avuto un ruolo centrale nel film Birra ghiacciata ad Alessandria al quale partecipava John Mills, Sylvia Syms, Anthony Quayle e Harry Andrews. Il film era basato sull'omonimo romanzo di Christopher Landon del 1957.
Alcune K2/Y hanno preso parte alla parata del 50º anniversario della Vittoria della seconda guerra mondiale in Europa e nel Pacifico svoltasi lungo il Mall a Londra il 19 maggio del 1995.
Anche la principessa Elisabetta venne addestrata durante la seconda guerra mondiale per guidare uno di questi veicoli.